# Син-гунто

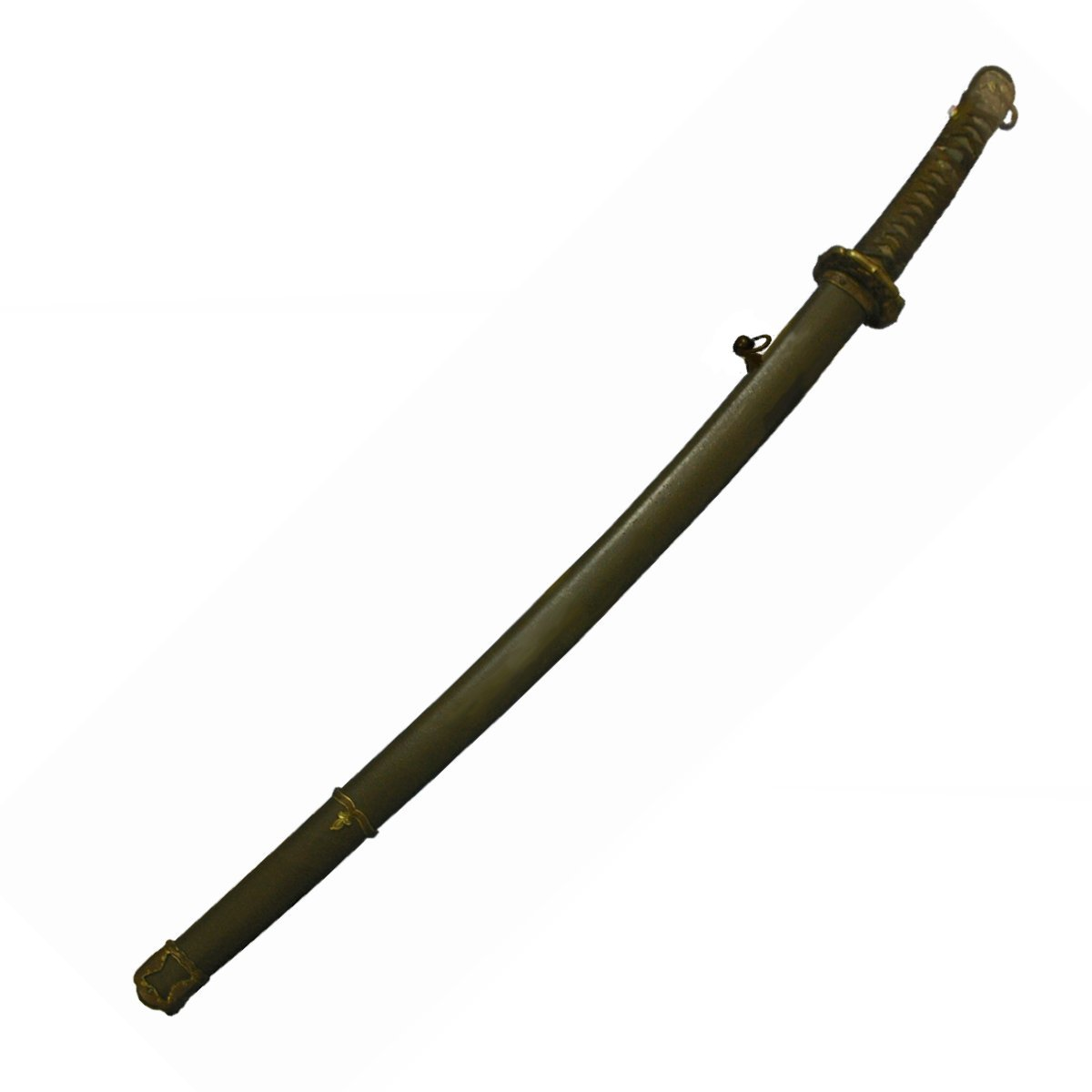
Син гунто

Син-гунто (新軍刀) (с яп. — «новый военный меч») — японский армейский меч, созданный для возрождения самурайских традиций и поднятия боевого духа армии. Это оружие повторяло форму боевого меча тати, как в оформлении (аналогично тати, син гунто носился на портупее лезвием вниз и в его конструкции применялся колпачок рукояти кабуто-ганэ вместо касиро, принятого на катанах), так и в приемах обращения с ним. В отличие от мечей тати и катана, изготавливавшихся кузнецами-оружейниками индивидуально по традиционной технологии, син-гунто массово производился фабричным способом.
Син-гунто был очень популярен и пережил несколько модификаций (тип 94, тип 98). В последние годы Второй мировой войны они в основном были связаны со стремлением уменьшить затраты на производство. Так, рукояти мечей для младших армейских чинов изготавливали уже без оплетки, а иногда и вовсе из штампованного алюминия.
Для морских чинов в 1937 году военно-морским ведомством для офицеров и мичманов императорского флота был введен свой военный меч — кай-гунто (с яп. «морской военный меч»). Он представлял вариацию на тему син-гунто, но отличался оформлением — оплётка рукояти коричневая, на рукояти черная кожа ската, ножны всегда деревянные (у син-гунто — металлические) с черной отделкой. Мечи имели в своей конструкции все элементы, свойственные традиционным японским мечам типа тати, которые носились в феодальный период представителями самурайского сословия (буси) подвешенными у пояса лезвием вниз. Конструктивным отличием уставного морского меча от традиционных являлось наличие у первого на обоймицах ножен подвижных колец для подвеса. Материалы и способы их обработки, используемые при производстве военных мечей, были отличны от традиционных. Исключением являлись изделия, имевшие в своей конструкции клинки традиционных японских мечей самурайского типа, и образцы, выкованные вручную оружейниками первой половины XX века (гендайто). Первый военнопленный японский моряк лейтенант Кадзуо Сакамаки, командир малой субмарины М-19, захваченный военнослужащими США в 1941 году у гавайских островов, имел при себе меч кай-гунто. Кроме того существовали гибридные варианты между син-гунто и кай-гунто — это мечи морской пехоты. Имея внешние сходства с армейском мечом син-гунто (типы 94, 98), данные образцы одновременно характеризуются рядом параметров, свойственных мечам японского Императорского военно-морского флота (кай-гунто).
После окончания Второй мировой войны бо́льшая часть син-гунто была уничтожена по приказу оккупационных властей.